# Сакаса, Хуан Баутиста
 Хуа́н Баути́ста Сака́са Сака́са (исп. Juan Bautista Sacasa Sacasa, 21 декабря 1874, Леон, Никарагуа — 17 апреля 1946, Лос-Анджелес, Калифорния, Соединённые Штаты Америки) — никарагуанский государственный деятель, президент Никарагуа (1933—1936).

## Биография
Родился в семье Роберто Сакасы, занимавшего пост президента страны в 1889—1893 годах, и его жены Анхелы Сакасы Каудра. Его семья принадлежала к влиятельным кругам никарагуанских консерваторов, безраздельно находившихся у власти в период т. н. Тридцатилетия  (исп.  Treinta años). Привилегированное положение семьи из Леона, сравнительно недавно утратившего статус столицы страны, позволило Хуану Батисте не только пойти по стопам отца и стать врачом, но и получить образование за границей.
В 1889 году, когда Роберто Сакаса был назначен временным президентом вместо умершего Эваристо Карасо, пятнадцатилетний Хуан был отправлен на обучение в Соединённые Штаты Америки. Он прожил там больше 12 лет и получил специальность врача-физиолога в Колумбийском университете в Нью-Йорке.
В 1901 году по возвращении на родину он углубился в медицинскую практику и преподавательскую работу в родном Леоне, где приобрёл известность  как успешный врач. Преподавал на медицинском факультете Университета Леона, а затем стал деканом этого факультета. Со временем Сакаса перенёс свою практику в столицу страны Манагуа.

### Вице-президент
В период очередного политического кризиса, начавшегося после смерти президента Диего Чаморро в октябре 1923 года, Сакаса, к тому времени примкнувший, вопреки семейным традициям, к Либеральной партии, оказался в центре политических событий. В 1924 году в ходе сложных переговоров он, с одобрения США, имевших серьёзное влияние на политику Никарагуа, стал одним из кандидатов на должность вице-президента страны от националистического крыла партии. В мае 1924 года съезд Либеральной партии утвердил его кандидатуру в тандеме с консерватором Карлосом Солорсано в противовес представителю либералов-республиканцев Луису Корреа . 5 октября того же года они одержать победу над самовыдвиженцем от консерваторов генералом Эмилиано Чаморро и 1 января 1925 года Сакаса стал вице-президентом Никарагуа.
Однако пробыть на этом посту ему удалось меньше года. 25 октября 1925 года генерал Эмилиано Чаморро поднял восстание в столице и потребовал удалить либералов из правительства. Переговоры между Чаморро и Солорсано при участии бывшего президента Адольфо Диаса и посла США в Манагуа Чарльза Кристофера Эберхардта привели к тому, что президент удовлетворил требования мятежного генерала и назначил его главнокомандующим армией. Эмилиано Чаморро фактически получил контроль над страной.
Ещё во время мятежа Чаморро 25 октября Сакаса бежал из Манагуа в Леон, однако новый президент не мог отправить в отставку вице-президента, не войдя при этом в конфликт с США, требовавшими соблюдения положений никарагуанской конституции. В начале ноября Эмилиано Чаморро послал в Леон отряд в 1200 человек и заявил, что военные будут находиться в городе, пока Сакаса не объявит о своей отставке. Однако вице-президент не пожелал расставаться с должностью, и, чтобы не рисковать ради этого жизнью, тайно выехал из страны. 12 января 1926 года новый президент Никарагуа Адольфо Диас добился от Конгресса Никарагуа решения о смещении Сакасы с поста вице-президента. Конгресс привлёк его к ответственности по формальному поводу, лишил права возвращаться в страну в течение двух лет и объявил пост вице-президента вакантным. Лишившись формального права занять пост президента после отставки К.Солорсано, Сакаса выехал в Вашингтон искать поддержки у правительства США. Но в США предпочитали, чтобы при таком развитии событий на свой пост вернулся свергнутый Солорсано, который был законным президентом, и неприязненно относились к бежавшему из страны Сакасе. Поддержку претенденту оказала только Мексика.

### Во главе либерального движения
Либеральная партия Никарагуа не пожелала мириться с безраздельным господством консерваторов. Уже 2 мая 1926 года генерал Хосе Мария Монкада поднял в Блуфилдсе восстание против Эмилиано Чаморро. Однако через пять дней крейсер ВМС США «Кливленд» высадил в Блуфилдсе десант морской пехоты и правительственные части подавили выступление либералов. Генерал Монкада бежал в Гватемалу. Вскоре туда же из Мексики прибыл и Хуан Баутиста Сакаса, который назначил Монкаду командующим армией : бывший вице-президент уже получил возможность закупить в США оружие и снарядить военную экспедицию в Никарагуа.
В августе 1926 года Монкада высадился на никарагуанском побережье и с боем занял Пуэрто-Кабесас. Ему не удалось развить успех и добиться серьёзных побед над правительственными силами, но либералы получили стабильный плацдарм для дальнейшей борьбы за власть. К тому же Эмилиано Чаморро быстро утрачивал поддержку как своих сторонников среди консерваторов, так и в США. В октябре в порту Коринто на крейсере ВМС США «Денвер» под наблюдением поверенного в делах США Лоуренса Денниса и командующего морскими операциями в Карибском бассейне контр-адмирала Джулиана Лэйна Латимера собралось совещание противоборствующих никарагуанских сторон. Но представителям Сакасы пришлось только наблюдать, как делят власть представители президента Чаморро и его консервативного оппонента Адольфо Диаса, поддержанного США. Ситуация была не в пользу Чаморро и он уступил пост президента Диасу, но это не разрядило ситуации: новый президент не пользовался широкой поддержкой в стране и сопротивление властям в Манагуа продолжало нарастать. Либералы первыми не признали Адольфо Диаса законным президентом и 2 декабря 1926 года в Пуэрто-Кабесасе провозгласили Хуана Батисту Сакасу конституционным президентом Никарагуа

### Президент в Пуэрто-Кабесасе
Провозглашённый президентом Хуан Баутиста Сакаса объявил небольшой атлантический порт Пуэрто-Кабесас временной столицей страны, сформировал правительство и выступил с обещаниями всеми средствами добиваться политической и экономической независимости Никарагуа. Генерал Монкада был назначен военным министром, генерал Луис Бертран Сандоваль, возглавлявший неудачный десант на никарагуанское побережье в начале августа 1926 года — главнокомандующим армией. Однако война продолжала вестись крайне вяло, либералы не стремились привлечь в свою армию дополнительные силы и развивать наступление, население и грузы свободно проходили через позиции воюющих сторон, а сами противостоящие армейские и повстанческие части избегали масштабных столкновений
Не получил Сакаса и поддержки США, которые в ответ на просьбу о признании его правительства ответили, что признают только правительство Адольфо Диаса в Манагуа. Власти Пуэрто-Кабесаса признала только Мексика, у которой в США после революции 1910 - 1917 гг. и антиамериканских мероприятий в экономике была репутация едва ли не коммунистического государства, что так же работало против правительства Сакасы. 
Уже 24 декабря 1926 года контр-адмирал Джулиан Латимер приказал либералам Сакасы очистить район Пуэрто-Кабесаса и объявил порт нейтральным. Повстанческая армия были вынуждена в течение 48 часов спешно и в беспорядке передислоцироваться на юг вдоль побережья, побросав в городе много оружия и боеприпасов. Бегство было столь стремительным, что само правительство во главе с Сакасой не успело бежать вместе с защищавшей его армией и оказалось в окружении американских войск. Теперь фактическими руководителем либералов стал генерал Монкада, обосновавшийся со штабом в атлантическом городке Принсаполька 6 января 1927 года армия США начала высадку на территории Никарагуа, обосновывая это гражданской войной в стране и просьбой президента Диаса от 15 ноября 1926 года. Сакасу спасло от поражения только последовавшее в феврале вмешательство Великобритании, Италии и Бельгии, выступивших в защиту своих интересов в Никарагуа.

### Типитапские соглашения
Столкнувшись с внешнеполитическими сложностями, правительство США принялось решать проблему Сакасы иначе. В начале апреля 1927 года в Никарагуа был направлен личный представитель президента США, бывший военный министр США полковник Генри Льюис Стимсон, который выступил посредником между воюющими сторонами. Он добился того, чтобы президент Адольфо Диас 22 апреля выступил с т. н. «Шестью пунктами Диаса», предлагавшими компромисс между сторонами. Правительство Сакасы согласилось и на заключение мира, и на сдачу оружия армией либералов, и на вхождение Либеральной партии в правительство как младшего партнёра, и на передачу национальной полиции под командование американских офицеров, но выступило против оставления Диаса на президентском посту до окончания официального срока полномочий.
Хуан Сакаса 27 апреля 1927 года отказался лично участвовать в мирных переговорах, но послал на них трёх своих представителей. Однако это не повлияло на исход событий. 4 мая 1927 года военный министр правительства Пуэрто-Кабесаса генерал Хосе Мария Монкада по предложению полковника Стимсона бросил своего президента Сакасу на произвол судьбы и подписал в своей ставке в Типитапе сепаратное соглашение с властями Манагуа.
Типитапское соглашение (исп.  Pacto de Tipitapa) или Пакт Эспино-Негро (исп.  Pacto del Espino Negro) предусматривало разоружение армии либералов и избрание генерала Монкады президентом страны на выборах 1928 года. 12 мая 1927 года либералы и консерваторы подписали перемирие и оставшийся без армии Хуан Баутиста Сакаса был вынужден эмигрировать в Коста-Рику. Британский историк Арнольд Джозеф Тойнби писал, что если бы американцы не сделали бы тогда такой глупости и поддержали бы Сакасу, им не пришлось бы высаживать армию в Никарагуа и они избежали бы феномена Сандино.
20 мая 1927 года в Пуэрто-Кабесасе Хуан Баутиста Сакаса издал декрет о сложении с себя полномочий президента и выехал в Пуэрто-Лимон (Коста-Рика) , куда прибыл 22 мая . Новым лидером либералов стал Х. М. Монкада.

### Конституционный президент Никарагуа
Хуан Баутиста Сакаса не воспользовался тем, что не все сторонники либералов согласились сложить оружие, и что в стране развернулась антиправительственная и антиамериканская война под предводительством бывшего генерала его армии Аугусто Сесара Сандино, который сохранил ему верность. 17 июля 1927 года Сандино заявил: «…мы — организованная сила, выступающая в защиту конституционных прав доктора Сакасы», но бывший лидер либералов не проявил интереса к возможности продолжить борьбу.
Вскоре Сакаса, прекрасно владевший английским языком и имевший связи в Америке, переехал в США, а пришедший к власти в Никарагуа в 1929 году генерал Монкада одним из первых декретов назначил его послом в США. Вскоре в интервью «Геральд трибюн» Сакаса заявил: «Американские солдаты — это благородные джентльмены: у них одна забота — как помочь моей стране. И США поступили бы неуважительно, если бы отозвали свои войска из Никарагуа» .
В 1932 году, когда конституционные полномочия Хосе Мария Монкады подходили к концу а партизанское движение в стране только разрасталось, Хуан Баутиста Сакаса был отозван в Манагуа и выдвинут на кандидатом на пост президента страны. В июне он послал эмиссара в Вашингтон с просьбой не выводить американские войска из страны и активно включился в процесс урегулирования. 27 июля все четыре претендента от Либеральной партии подписали «договор чести», по которому обещали поддержку выдвиженцу от Леона Сакасе в обмен на места сенаторов и депутатов. Опираясь на своих сторонников в Либеральной партии, он даже сумел расколоть повстанческое движение, убедив командира 12-й колонны Армии защитников суверенитета Никарагуа генерала Хуана Грегорио Колиндреса порвать с Сандино и провозгласить себя временным президентом. 7 ноября 1932 года на президентских выборах, которые контролировались Центральной избирательной комиссией во главе с адмиралом ВМС США Кларком Вудвортом, Сакаса одержал победу. Уже 23 ноября по его указанию будущий министр сельского хозяйства и труда Софиниас Сальватьерра, родственник Сакасы, начал процесс переговоров с Сандино от имени Либеральной и Консервативной партий. Со вступлением Сакасы на пост президента 1 января 1933 года процесс урегулирования пошёл стремительно. 2 января армия США завершила эвакуацию с территории Никарагуа, а 8 января правительство начало прямые официальные переговоры с Сандино в городке Сан-Рафаэль дель Норте. 2 февраля 1933 года Хуан Баутиста Сакаса принял прилетевшего в Манагуа А. С. Сандино в президентском дворце и провёл с ним в целом успешные переговоры . 9 февраля 1933 года повстанцы приступили к сдаче оружия.

### Хуан Сакаса и убийство Сандино

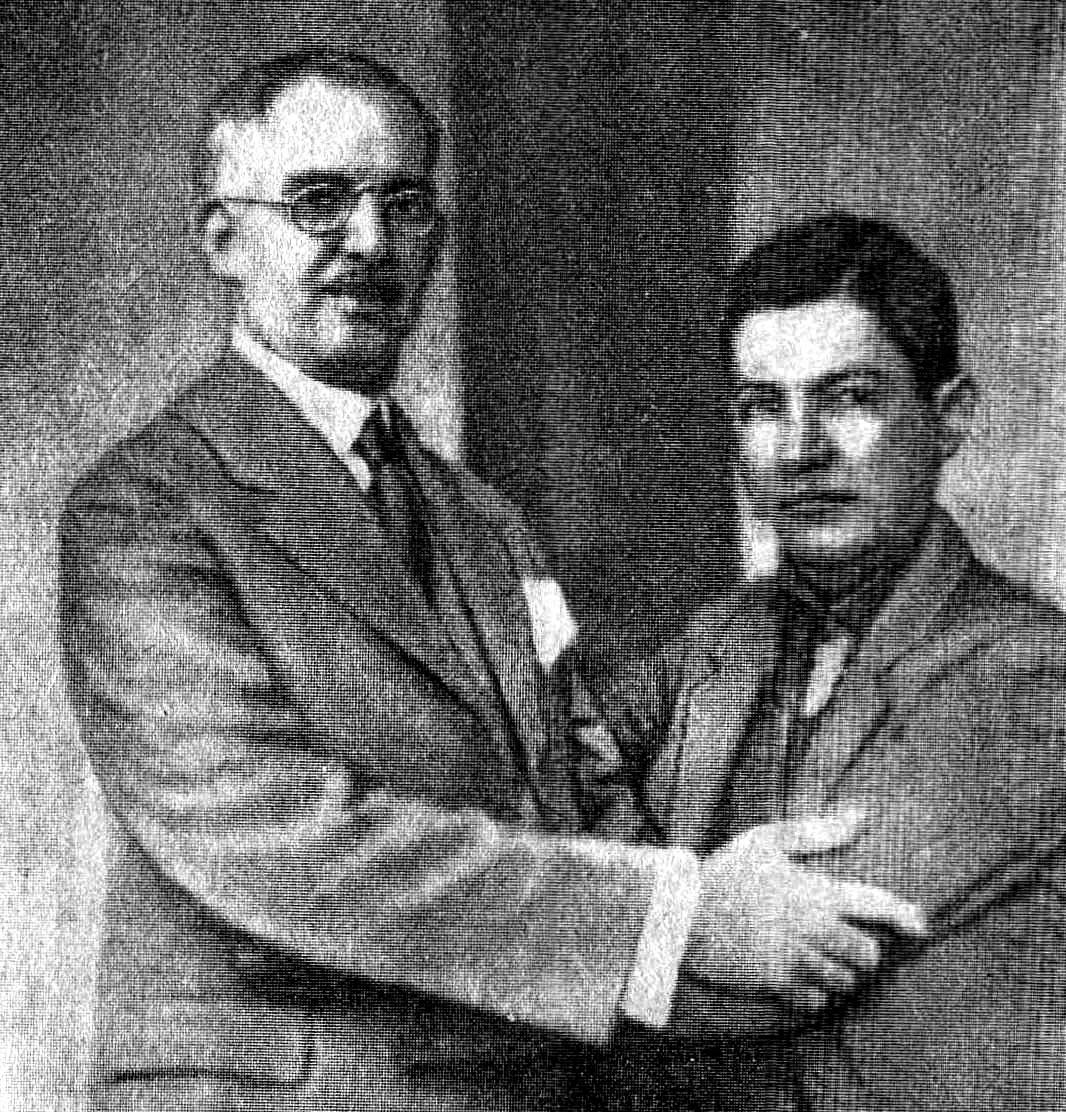
Президент Х. Б. Сакаса и генерал А. С. Сандино позируют перед фотографами 2 февраля 1934 года, незадолго до убийства Сандино

В ноябре 1932 года Аугусто Сесар Сандино намеревался потребовать от нового президента установления полного военного контроля своей армии над страной и претендовал как минимум на посты военного министра, министра иностранных дел и министра экономики для свои соратников, не считая постов начальников ряда военных зон, включая столичную. Но подписанные им соглашения о национальном примирении у многих в те годы вызвали удивление, и долгое время были предметом споров не только в Латинской Америке. Поспешная сдача оружия партизанской армией, успешно противостоявшей войскам США, отказ Сандино и его сторонников от любых претензий на власть и их опасная доверчивость по отношению к правительству и к Национальной гвардии до сих пор не имеют ясного объяснения. Возможно, что не последнюю роль в этом сыграли личные качества президента Сакасы, сумевшего вызвать доверие партизан, однако сам Сандино раньше был невысокого мнения о своём бывшем политическом руководителе.6 марта 1929 года в открытом письме президенту США Герберту Гуверу он писал: «Доктор Сакаса должен был с оружием в руках отвергнуть посягательства Кулиджа на суверенитет Никарагуа, но он не сделал этого, им овладел страх, он и сейчас, словно раб, стоит перед Вами на коленях. Но Вы ошибаетесь, думая, что перед Вами все будут унижаться, как это делает Сакаса». В другом письме Сандино отзывался о нём ещё более презрительно: «…предателей в Вашингтоне представляет эта марионетка Сакаса».
В 1933 году президент встречался с Сандино в Манагуа ещё два раза и казалось, что процесс урегулирования идёт успешно. Сандино, игнорировал предупреждения сторонников и занимался устройством большого кооперативного хозяйства. Он заявил сальвадорской газете «Diario Latino»:  «Второго февраля 1933 года моя партизанская функция кончилась. Теперь я служу своей родине трудом…». Имелись сведения что в декабре 1933 года шеф-директор Национальной гвардии Анастасио Сомоса Гарсиа, женатый на племяннице президента Сальвадоре Дебайле Сакаса, предлагал Сандино совместно свергнуть  «этого старого дурака Сакасу, который разоряет страну»  и обещал тому пост военного министра, однако предложение до Сандино просто не дошло .
В феврале 1934 года Сандино вновь прибыл в Манагуа и провёл с Х. Б. Сакасой очередной тур переговоров, во время которых добился от президента обещания получить большие гарантии безопасности для своей армии: Сакаса пообещал реорганизовать Национальную гвардию и полностью переподчинить её главе государства. Возможно этого заявления было достаточно для того, чтобы Анастасио Сомоса начал активные действия. Поздним вечером 21 февраля 1934 года, возвращавшийся с ужина в президентском дворце Аугусто Сесар Сандино был захвачен и расстрелян национальными гвардейцами. Их не остановило ни присутствие в машине Сандино брата президента Федерико Сакасы, ни заступничество дочери Сакасы Маруки, случайно оказавшейся на месте ареста Сандино.
Истинная роль Хуана Баутисты Сакасы в убийстве Сандино остаётся неясной и трактуется в зависимости от различных политических симпатий. Одни утверждали, что Сакаса ничего не знал о намерениях Сомосы, действительно симпатизировал Сандино и был шокирован его убийством.
Густаво Алеман Боланьос трактовал факты в пользу версии о прямой причастности Сакасы к убийству. В своём обвинении он опирался на пять аргументов:
1. Сакаса без видимой причины пригласил Сандино в президентский дворец 21 февраля 1934 года;
2. Сандино был задержан патрулём Национальной гвардии сразу же после отъезда из дворца, и при этом присутствовала дочь президента, которая немедленно сообщила обо всём отцу;
3. Сакаса был информирован, и у него было достаточно времени, чтобы предотвратить расстрел;
4. Бывшие сотрудники Сакасы Хесус Эрнандес и Николас Мартинес позднее утверждали, что именно президент был организатором убийства;
5. Партия Демократический никарагуанский союз обвинила Сакасу в укрывательстве преступления[47].

Грегорио Урбано Гильберт добавлял к этому шестой аргумент: после убийства Сандино президент Сакаса повысил бригадного генерала Сомосу до звания генерал-майора.

Как ни странно, признанный лидер второй волны сандинизма Карлос Фонсека Амадор считал, что Сакаса только попустительствовал убийству: 
Хуан Б. Сакаса сносил все выходки Сомосы, который формально подчинялся ему. Попустительство привело к преступлению…»
.

Советский историк Гонионский С. А. считал, что Сакаса был слишком беспринципен для настоящих симпатий и антипатий и ничего не решал: 
«Слабовольным, нерешительным Сакасой владело лишь одно сильное чувство:  желание удержаться у власти. Ради этого он был готов закрыть глаза на любое преступление».
.
Генерал Анастасио Сомоса фактически исключал прямую причастность президента к убийству. Он не без иронии вспоминал, как 60-летний Сакаса делился своими страхами: 
«После событий 21 февраля некоторые мои друзья меня предостерегали, что вы, расстреляв Сандино, лишите меня президентского поста – точнее, расстреляете. Я им ответил, что верю в преданность мне Национальной гвардии» .
Беседа бывшего президента Хосе Марии Монкады и президента Х. Б. Сакасы 21 февраля 1934 года в президентском дворце перед совещанием у посла США Артуро Блисс Лейна, на котором, вероятно, было принято решение о ликвидации Сандино, и на которое Сакасу не пригласили, позволяет предположить, что президент должен был по меньшей мере догадаться о намерениях Сомосы. Осталось неизвестным, интересовался генерал Монкада позицией президента, либо прилагал усилия, чтобы нейтрализовать Сакасу и избежать неожиданностей с его стороны. Неясно, что знал сам Монкада о планах и сроках убийства Сандино. В любом случае решение было принято без участия Сакасы, но после его беседы с Монкадой, что даёт повод предполагать, что президент просто «умыл руки».

23 февраля 1934 года Хуан Баутиста Сакаса публично осудил убийство Сандино: 
Перед лицом нации я гневно осуждаю это ничем не оправданное преступление, которое могло совершиться при моей администрации только благодаря неправильным действиям Национальной гвардии…
Однако никаких мер для наказания убийц Сакаса принять не смог или не захотел.
Убийство Сандино вызвало волну протеста во всей Латинской Америке, и тут же всплыла фраза никарагуанского поэта Рубена Дарио, ещё незадолго до своей смерти в 1916 году назвавшего Хуана Баутисту Сакасу  «улыбающимся ничтожеством»  (исп. Nulidad sonriente). Эта характеристика закрепилась за Сакасой на долгие десятилетия и пережила его самого.

### Конец правления
После убийства Сандино Хуан Баутиста Сакаса смог продержаться у власти ещё год и три месяца, так и не завершив своего конституционного срока. К 1936 году, несмотря на нестабильность, он основал Ипотечный банк и Национальную кассу народного кредитования, учредил Национальное издательство и построил больницу Сан-Висенте в Леоне. При нём были восстановлены некоторые общественные здания, разрушенные землетрясением 1931 года. Правлению Сакасы положило конец то, что генерал Анастасио Сомоса, вопреки конституции, запрещавшей баллотироваться в президенты родственникам действующего президента, уже 14 сентября 1935 года заявил о намерении выставить свою кандидатуру на очередных выборах. Он не встретил сопротивления президента, но Либеральная и Консервативная партия объединились против шеф-директора Национальной гвардии и выдвинули на пост президента другую кандидатуру. 14 мая 1936 года лидеры либералов и консерваторов в присутствии Сакасы подписали соглашение о поддержке единого кандидата Леонардо Аргуэльо и этим отрезали Сомосе путь к власти. 31 мая Сомоса поднял вооружённый мятеж в Леоне и в Манагуа, требуя отставки президента. 6 июня 1936 года Хуан Баутиста Сакаса подал в отставку перед Конгрессом, передал власть министру внутренних дел Хулиану Ириасу и выехал в Сальвадор. Вскоре он эмигрировал в США.
 Хуан Баутиста Сакаса Сакаса скончался 17 апреля 1946 года в Лос-Анджелесе, (Соединённые Штаты Америки).
В середине 1960 годов, при президенте Рене Шике Гутьерресе, останки Хуана Батисты Сакасы были перевезены на родину и перезахоронены в часовне Святого Сердца (исп.  Capilla del Sagrado Corazón) Кафедрального собора в Леоне.